# Brigittenauer AC
Der Brigittenauer AC, mit vollem Namen 1. Brigittenauer Athletiksport Club, oft nur BAC genannt, war ein Fußballverein aus Wien, der am 27. August 1925 aus der Fusion des ehemaligen Zweitligisten SC Donaustadt und des nach zwei Saisonen der Erstklassigkeit 1924 in die zweite Liga abgestiegenen FC Ostmark Wien, 1905 bzw. 1910 gegründet, hervorging. Die größten Erfolge in der Vereinsgeschichte waren der österreichische Vizemeistertitel 1927 in der ersten Saison nach dem Aufstieg, sowie das Erreichen des Pokalfinales 1933, demselben Jahr, als der Verein letztmals aus der ersten Liga abstieg. Insgesamt spielte der BAC unter diesem Namen fünf Saisonen in der höchsten Liga. Die bekanntesten Spieler der Glanzzeit der Brigittenauer waren Karl Adamek und Heinrich Hiltl.
Nach dem Rückzug aus der zweiten Liga aus finanziellen Gründen und der vorübergehenden dreijährigen Einstellung des Spielbetriebs mit Saisonende 1933/34 entschwand der Verein zusehends in der Bedeutungslosigkeit. Zu Beginn der Saison 1937/38 startete man wieder mit einer Mannschaft in der 4. Klasse D, der damals letzten von insgesamt sechs Spielstufen. 1972 und 1974 folgten Fusionen mit dem SC Rasenspieler Höchstädt zum Brigittenauer AC-Hochstädt und mit dem SV Helios Brigittenau zum Brigittenauer AC. 1974 erfolgte eine Umbenennung zum 1. Brigittenauer SC. 1993 kam es in der viertklassigen Wiener Stadtliga zu einer Spielvereinigung mit dem SKV Feuerwehr zum Brigittenauer SC Feuerwehr, nach deren Auflösung im folgenden Jahr sich der Verein nun Brigittenauer SC nannte. 2009 erfolgte eine letzte Fusion mit ISS Admira Landhaus, wobei der Name Brigittenau verschwand. Admira Landhaus spielt 2011/12 in der Wiener Stadtliga.

## Geschichte

### FC Ostmark Wien
Der FC Ostmark wurde zwar bereits 1910 in Wien gegründet, in Erscheinung trat der Verein jedoch erst mit dem Aufstieg in die 2. Klasse A, der damals zweithöchsten Spielklasse nach Ende des Ersten Weltkrieges 1919. Der Verein konnte sich von Anfang an gut in der Liga behaupten. Ostmark erreichte bereits in seiner ersten zweitklassigen Saison den 7. von 15 Plätzen. Bereits in der Folgesaison wurde Ostmark mit zwei Punkten Vorsprung auf den späteren Fusionsverein SC Donaustadt Meister der 2. Klasse A und stieg 1921 in die höchste österreichische Liga auf. Hier kam es jedoch bald zu den ersten Rückschlägen für den Fußballklub.
Ostmark konnte nur 6 Siege in 24 Spielen erreichen, fand sich am Ende der Saison am letzten Tabellenplatz wieder und musste den Gang in die zweite Klasse antreten. Ein unvergessenes Spiel in der Vereinsgeschichte war jedoch in der Abstiegssaison der hart umkämpfte 5:3-Sieg am Ostmark-Platz gegen den österreichischen Rekordmeister Rapid Wien am 12. November 1921. Ostmark dominierte im folgenden Jahr die 2. Klasse Nord und schaffte 1923 mit 16 Siegen aus 20 Spielen den sofortigen Wiederaufstieg. International konnte man mit dem 2:1-Sieg gegen den Budapester TC in einem Freundschaftsspiel einen Achtungserfolg erreichen, im Cup ließ man durch das erstmalige Erreichen des Achtelfinales aufhorchen. Die Wiener konnten sich jedoch abermals nicht in der ersten Liga behaupten und stiegen mit nur 2 Siegen in 22 Spielen als Vorletzter ab. Nachdem der Verein in der nunmehrigen professionellen zweiten Liga mit dem 5. Platz knapp den Aufstieg verpasste, schloss er sich gemeinsam mit SC Donaustadt im August 1925 zum Brigittenauer AC zusammen.

### SC Donaustadt
Der SC Donaustadt wurde bereits im Jahre 1905 in der (heutigen) Wiener Donaustadt gegründet. Der Verein war bereits in der ersten Spielsaison der österreichischen Meisterschaft in der zweitklassigen 2. Klasse A vertreten. Der Verein hielt sich in den Anfangsjahren gut und belegte stets obere Plätze in der Tabelle. In der Saison 1916/17 konnte man schließlich den Meistertitel der 2. Klasse, drei Punkte vor dem SC Hakoah, gewinnen. Auf Grund des Ersten Weltkrieges war jedoch die Aufstiegsregel außer Kraft gesetzt worden. Auch in der Folgesaison 1918 ereilte die Donaustädter dasselbe Schicksal. Dieses Mal wurde der Meistertitel vor dem SC Rot-Stern geholt. Als kleiner Trost fungierten in dieser Zeit die Erfolge im Cup. 1918 konnte man gar das Halbfinale erreichen, wo man dem Floridsdorfer AC auf der Hohen Warte mit 1:2 unterlag. In den Folgejahren, wo der Aufstieg wieder möglich gewesen wäre, wollte der Gewinn der Liga nicht mehr gelingen.
Der SC Donaustadt spielte nach Ende des Ersten Weltkriegs stets um die Meisterschaft mit, musste sich jedoch immer knapp geschlagen geben. Im Jahre 1921 wurde man nur um zwei Punkte vom späteren Fusionspartner FC Ostmark geschlagen. Nachdem 1924 eine professionelle zweite Liga in Österreich eingeführt wurde, entschied sich der Verein schließlich, freiwillig in die dritte Spielklasse abzusteigen, wobei er bereits ein Jahr später als Brigittenauer AC in genau dieser Liga spielte.

### Der rasche Aufstieg des Brigittenauer AC
Der neu gebildete Verein, der als Gründungsjahr stets das Jahr 1905, also das seines Vorgängervereins SC Donaustadt anführte, präsentierte sich von Anfang an stark in der zweiten Liga. Ungeschlagen erfolgte der sofortige Aufstieg in die erste Liga. Der Brigittenauer AC trat auch in der österreichischen Meisterschaft ausgesprochen stark auf. Am letzten Spieltag lag man nur einen Punkt hinter dem Tabellenführer SK Admira Wien. Das letzte Spiel der Meisterschaft für die Brigittenauer war das Auswärtsspiel gegen die Admira. Bereits in der Hinrunde konnten die Floridsdorfer 2:0 zu Hause besiegt werden. Die Admiraner präsentierten sich jedoch von Spielbeginn an stark und führten zur Pause mit 1:0. Durch drei Tore in drei Minuten nach Wiederanpfiff für die Admira war die Niederlage der Brigittenauer besiegelt. Das Spiel endete 0:5, der Brigittenauer AC war somit „nur“ Vizemeister.

### Der vorläufige Tiefpunkt und Wiederaufstieg
1928 wurde der Brigittenauer AC überraschend Drittletzter der Meisterschaft und entging nur knapp dem Abstieg. 1929 erging es dem Verein noch schlechter, und er musste als Letzter den Gang in die zweite Liga antreten. Der Brigittenauer AC fand jedoch bald wieder zur alten Stärke zurück. 126 Tore in 26 Spielen reichten vorläufig nur zum zweiten Platz in der zweiten Liga, einen Punkt hinter dem SK Slovan. 1931 konnte man sich jedoch klar durchsetzten und wurde, diesmal mit 127 Treffern, ungeschlagen Meister der Liga.
In der ersten Liga wollte es jedoch nicht so recht klappen. Nach einem guten 7. Platz wurde man 1933 wiederum nur Letzter und musste erneut absteigen. Ein ganz anders Bild der Mannschaft zeigte sich jedoch im Cupwettbewerb. Siege über den SC Burgtheater und Gersthof-Währing brachten die Brigittenauer ins Viertelfinale, wo man auf den SC Hakoah traf. Nach 90 Minuten stand es 1:1, doch der Verein konnte in der Verlängerung sensationell auf 5:1 stellen. Gegen den Wiener Sport-Club endete das Halbfinalspiel nach Verlängerung 4:4 und musste neu ausgetragen werde. Durch ein Tor von Pollak in der 85. Minute konnte man das Wiederholungsspiel mit 1:0 für sich entscheiden und stand im Finale gegen die damals große Austria. Ein Tor von Spechtl reichte den Favoritnern zum Sieg im Pokalwettbewerb über den Brigittenauer AC.

### Das vorläufige Ende
Nach dem Abstieg und unbefriedigenden Ergebnissen erfolgte 1933 die Auflösung der ersten Mannschaft. Nach dem Rückzug aus der zweiten Liga 1934 und dem damit verbundenem Neustart in der untersten Spielklasse folgte der Absturz des Vereins in die Bedeutungslosigkeit.

## Statistiken
- Spielzeiten in der Ersten Liga
bis 1923: 1. Klasse des Niederösterreichischen Fussballverbandes
ab 1923: 1. Klasse des Wiener Fussballverbandes – Wiener Liga
  - FC Ostmark: 1921/22, 1923/24
  - Brigittenauer AC: 1926/27, 1927/28, 1928/29, 1931/32, 1932/33

## Trainer
- Imre Schlosser (1925–1926)

## Spieler
- Heinrich Hiltl (1925–1929)
- Karl Adamek (1927–1929, 1931–1932)

### Erfolge
- 1 × Österreichischer Vizemeister: 1927
- 1 × Österreichischer Pokalfinalist: 1933